# Bolivar (Missouri)
Bolivar ist eine City im US-Bundesstaat Missouri und der Verwaltungssitz des Polk County. Sie liegt in der Metropolregion Springfield. Das U.S. Census Bureau hat bei der Volkszählung 2020 eine Einwohnerzahl von 10.679 ermittelt.

## Geschichte
Bolivar begann als Siedlung um Keeling Spring, wobei die meisten Siedler aus Hardeman County von Tennessee stammten. Die Siedlung wurde Teil von Greene County, als dieses County 1833 gegründet wurde. Nachdem der nördliche Teil von Greene County abgetreten wurde, um Polk County zu bilden, erklärte das Gericht von Polk County die Siedlung zur Stadt, nannte sie Bolivar und ernannte sie am 10. November 1835 zum County Seat. Der Name "Bolivar" wurde von John Polk Campbell und seinen Brüdern William St. Clair und Ezekiel Madison vorgeschlagen. Die Stadt ist nach Bolivar in Tennessee benannt, wo ihr Großvater und Continental Army Colonel Ezekiel Polk gelebt hatte. In den 1830er Jahren waren sowohl Polk als auch Bolivar Namen, die lokal mit Befreiung in Verbindung gebracht wurden. Somit beruht der Name von Bolivar in Missouri indirekt auf dem von Simón Bolívar. Bolivar wurde am 15. Februar 1881 als Stadt vierter Klasse reorganisiert.
Bolivar erlebte 1884 einen Aufschwung, als die St. Louis-San Francisco Railway bis zu diesem Punkt verlängert wurde.

## Demografie
Nach einer Schätzung von 2019 leben in Bolivar 10.078 Menschen. Die Bevölkerung teilt sich im selben Jahr auf in 93,6 % Weiße, 2,3 % Afroamerikaner, 1,1 % amerikanische Ureinwohner, 0,1 % Asiaten, 0,1 % Ozeanier und 2,8 % mit zwei oder mehr Ethnizitäten. Hispanics oder Latinos aller Ethnien machten 5,3 % der Bevölkerung aus. Das mittlere Haushaltseinkommen lag bei 38.396 US-Dollar und die Armutsquote bei 16,6 %.
| Jahr | Einwohner¹ |
| ---- | ---------- |
| 1950 | 3.482      |
| 1960 | 3.512      |
| 1970 | 4.769      |
| 1980 | 5.919      |
| 1990 | 6.845      |
| 2000 | 9.143      |
| 2010 | 10.325     |
| 2020 | 10.679     |

¹ 1950 – 2020: Volkszählungsergebnisse

## Bildung
In Bolivar befindet sich die Southwest Baptist University, eine private Hochschule der Southern Baptist Convention.

## Söhne und Töchter der Stadt
- Andrew W. Hockenhull (1877–1974), Politiker
- Helene Freifrau von Bothmer (1908–1996), Model